# シェイク・マンスール大隊
シェイク・マンスール国際平和維持大隊（シェイク・マンスールこくさいへいわいじだいたい、ウクライナ語: Міжнародний миротворчий батальйон імені Шейха Мансура  ）または単にシェイク・マンスール大隊（シェイク・マンスールだいたい）は、ウクライナ紛争で、ロシアと同国が支援する分離主義者を相手に戦う2つのチェチェン人義勇兵大隊の1つ（もう1つはジョハル・ドゥダエフ大隊）。同大隊は、18世紀後半にコーカサスへのロシア帝国主義の拡大と戦ったチェチェン軍司令官でイスラム指導者のシェイク・マンスールにちなんで名付けられた。大隊は主にチェチェンの義勇兵で構成されており、その多くは第一次・第二次チェチェン紛争の古参兵である。

## 歴史

### 設立
大隊は、Free Caucasus Organization（コーカサスおよびヨーロッパの国/地域からの政治移民が2006年にデンマークで設立した組織）によって2014年にデンマークで設立された。2014年10月、Free Caucasus GPA Presidiumは、シェイク・マンスールに因んで名付けられた大隊の設立を発表し、同大隊がムスリム・チェベロエフスキー（第一次・第二次チェチェン紛争を経験した古参兵）指揮の下、ウクライナ東部での戦争に参加することを明らかにした。シェイク・マンスール大隊は、指導者が2つの重要な戦線（当時はクラマトルスクとマリウポリ）で行動する必要があると決定したため、ドゥダエフ大隊から派閥が分離したことで、設立された。これは、以前に設立されたジョハル・ドゥダエフ大隊に続く2番目のチェチェン人大隊であり、ウクライナ当局から承認と支援を受けた。
しばらくの間、大隊は、極右政党の右派セクターの独立した義勇兵大隊であるウクライナ義勇軍団の指揮下で活動した。

### 制裁
ウクライナ政府は、大隊が忠実な親ウクライナの姿勢をとっているにもかかわらず、大隊の戦闘員をロシアに引き渡し、2021年に彼らに対して制裁を課した。2018年、ドンバス戦争の古参兵で大隊のメンバーであるティムール・トゥムゴエフがロシアに引き渡された。いくつかの報告によると、トゥムゴエフは拷問を受け、16年の刑を言い渡された。アフメド・イラエフや、アリ・バカエフなど、数人の戦闘員は依然として身柄引き渡しの脅威にさらされている。これらの引き渡しと制裁は、ロシアのFSBとウクライナ政府内の要素を非難したドミトリー・ヤロシなどの一部のウクライナの司令官によって批判されている。
「私は、ウクライナの権力構造や当局に潜入しているクレムリンのエージェントは、ウクライナへの侵略の拡大と本格的な侵略を目的として、国内の状況を不安定にするための特別な作戦を行っていると考えている。クレムリンのエージェントが泥棒、盗賊、反ウクライナ分子を入れたのはそのためで、我々と協力してきた人々は、2014年以来軍事の道を歩いてきており、我々の自由と独立を擁護してきた。私は当局に警告する：我々と我々の兄弟のチェチェン人は、 敵に裏切られることはない。彼らを守るために力を使う必要がある場合は、そうするだろう」—ドミトリー・ヤロシ、Censor.net

### ウクライナ紛争への参加
大隊はドンバス戦争に参加した。2015年のシロキネの戦いでは、シェイク・マンスール大隊が他のウクライナ軍とともに、マリウポリの東にあるシロキネ村でロシアが支援する分離主義者達と戦った。純粋に義勇兵だけで構成されていた最後の部隊の1つであったシェイク・マンスール大隊は2019年9月に解散した。しかし、大隊は2022年のロシアによるウクライナ侵攻中に再び活動していると報告されており、シェイク・マンスール大隊とジョハル・ドゥダエフ大隊はキーウの近くで防衛を行い、キエフの戦いの間にパルチザンの作戦に参加していた。彼らは以前マリウポリの戦いで戦っていたが、首都防衛がより重要であると考えてキーウに向けて出発した。 
2022年7月、大隊はチェチェンでの反乱を宣言した。

## 司令官

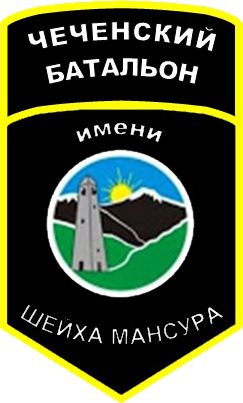
大隊の旧記章。

- 大隊司令官 - ムスリム・チェベロエフスキー
- 大隊参謀長 - ムスリム・イドリソフ